# Wang Ruo

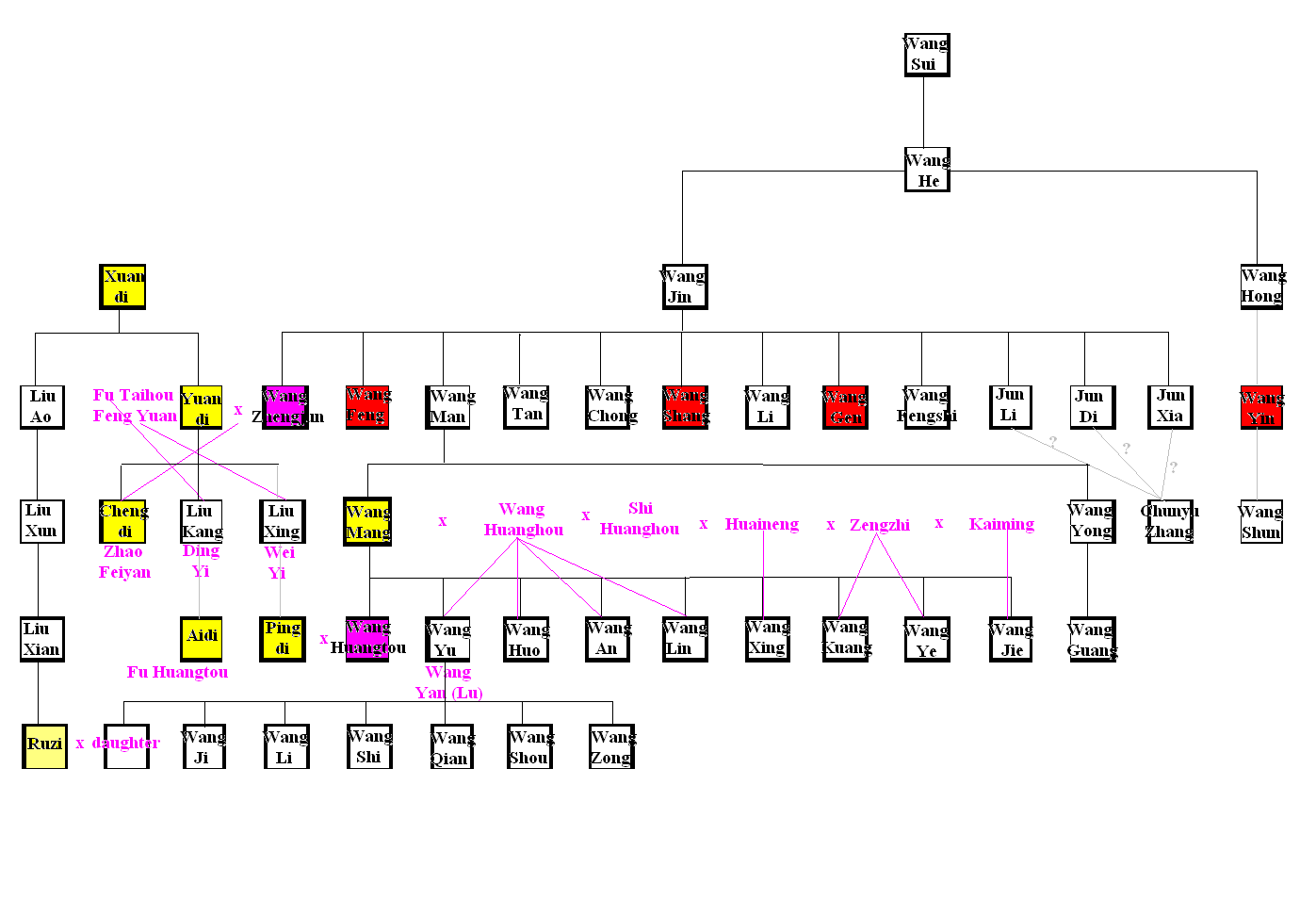
Stamboom van de familie Wang

Wang Ruo (†?) was een tante van de latere keizer Wang Mang en een dochter van Wang Jin, vader van de latere keizerin-weduwe Wang Zhengjun. Omdat de naam van de moeder van Wang Ruo, net als die van drie andere dochters van Wang Jin (Wang Junli, Wang Junxia en Wang Jundi) niet zijn vermeld, is het onduidelijk of Wang Ruo een zuster of een halfzuster van Wang Zhengjun was. In ieder geval behoorde zij tot de familie die aan het einde van de Westelijke Han-dynastie (en onder de Xin-dynastie) de feitelijke politieke macht bezat.
Wang Ruo was de moeder van Chunyu Zhang (淳于長). Toen haar halfbroer Wang Gen in 8 v.Chr. aftrad als opperbevelhebber (Da Sima, 大司馬) waren zowel Wang Mang als zijn neef Chunyu Zhang kandidaat-opvolgers. Met behulp van keizerin Wang Zhengjun werd Chunyu Zhang na te zijn beschuldigd van omkoping eerst verbannen uit de hoofdstad Chang'an en daarna gevangen gezet. Hij overleed in gevangenschap, terwijl Wang Mang de nieuwe opperbevelhebber werd.
De biografie van Wang Ruo bevindt zich in Hanshu buzhu (漢書補注), een door Wang Xianqian (王先謙, 1842-1918) samengesteld overzicht van alle op dat moment bekende commentaren op het Boek van de Han.